# 台64線
台64線（たいろくじゅうしせん）は、新北市八里区から同市中和区に至る台湾の東西向快速公路であり、別称は「八里新店快速道路（はちりしんてんかいそくどうろ）」。

## 概要
- 全長：28.42Km
- 起点：新北市八里区（台北港前の交差点）
- 終点：新北市中和区（秀朗橋付近）
- 経由地：

## 歴史
| 年 | 月日 | 事跡 |
| -- | ---- | ---- |

## 通過する自治体
- 新北市
  - 八里区 - 五股区 - 三重区 - 板橋区 - 中和区

## インターチェンジなど
| 起点から (km) | 施設名       | 接続路線名                 | 備考              | 所在地 | 所在地         |
| ------------- | ------------ | -------------------------- | ----------------- | ------ | -------------- |
| 0.0           | 台北港端     | 台61線                     | 2009年1月12日開通 | 新北市 | 八里区         |
| 1.2           | 八里IC       | 台15線、市道105線          | 2009年1月12日開通 | 新北市 | 八里区         |
| 6.3           | 観音山IC     | 北53-1線                   | 2009年4月3日開通  | 新北市 | 八里区         |
| 10.2          | 五股一IC     | 市道107線                  | 2009年9月19日開通 | 新北市 | 五股区         |
| 12.1          | 五股二IC     | 県道108線                  | 2009年1月12日開通 | 新北市 | 五股区         |
| 15.3          | 三重IC/JCT   | 台1線高架道路              | 2011年2月1日開通  | 新北市 | 三重区         |
| 17.8          | 江子翠IC/JCT | 新北環河快速道路           | 2009年9月19日開通 | 新北市 | 三重区、板橋区 |
| 20.7          | 板橋IC       | 台3線、市道106線           | 2000年1月31日開通 | 新北市 | 板橋区         |
| 23.2          | 中和一IC     | 市道106線                  | 2000年1月31日開通 | 新北市 | 中和区         |
| 24.3          | 中和IC/JCT   | 国道3号                    | 2000年1月31日開通 | 新北市 | 中和区         |
| 26.1          | 中和二IC     | 県道111線                  | 2003年1月28日開通 | 新北市 | 中和区         |
| 28.42         | 新店端       | 市道106線 新店環河快速道路 | 2003年1月28日開通 | 新北市 | 中和区         |